# Steinsland
Steinsland est une localité du comté de Troms, en Norvège.

## Géographie
Administrativement, Steinsland fait partie de la kommune de Skånland.